# Лавајано (Пиза)
Лавајано је насеље у Италији у округу Пиза, региону Тоскана.
Према процени из 2011. у насељу је живело 590 становника. Насеље се налази на надморској висини од 12 м.